# Платон
Пла̀тон (на гръцки: Πλάτων) е древногръцки учен, математик и философ.
Ученик е на Сократ, автор на философски диалози и основател на Атинската академия, която е първата институция за висше образование в Западния свят. Наред със своя учител Сократ и с ученика си Аристотел, Платон поставя основите на Западната философия и наука. Счита се, че за разлика от други негови съвременници, цялото творчество на Платон остава непокътнато в продължение на повече от 2400 години. Освен че е основополагаща фигура на западната наука, философия и математика, Платон често се цитира и като един от основателите на западната религия и духовност. Фридрих Ницше нарича християнството „платонизъм за хората“.
Платон е новатор в областта на писмения диалог и диалектичните форми в областта на философията, които се счита, че са създадени от него. Основател е най-вероятно и на западната политическа философия с диалозите си „Държавата“ и „Закони“, които осигуряват едни от най-ранните съществуващи тълкувания на политически въпроси от философска гледна точка.
Изтънчеността на Платон като писател е очевидна в неговите Сократови диалози; приписват му се трийсет и шест диалога и тринайсет писма. Литературните произведения на Платон са публикувани в няколко форми, вследствие на което съществуват различни споразумения относно названията на неговите текстове. Диалозите написани от Платон служат за преподаване на различни дисциплини включително философия, логика, етика, реторика и математика.

## Биография

### Произход и семейство
Точното време и място на раждане на Платон не е известно, но е сигурно, че той принадлежи на аристократично и влиятелно семейство. Въз основа на древните източници, повечето съвременни изследователи смятат, че той е роден в Атина или на близкия остров Егина между 429 и 423 година пр.н.е.
Според спорни сведения, цитирани от Диоген Лаерций, баща му Аристон е далечен потомък на митичния атински цар Кодър и месенския цар Мелант. Майка на Платон е Периктиона, чийто род претендира за връзка с известния атински законодател и поет Солон. Тя е сестра на Хармид и племенница на Критий, едни от Тридесетте тирани, олигарсите, управлявали в Атина след нейното поражение в Пелопонеската война (404 – 403 година пр.н.е.). Освен Платон, Аристон и Периктиона имат още три деца – синове Адимант и Главкон и дъщеря Потона, чийто син Спевсип по-късно наследява Платон начело на Академията. Според диалога „Държавата“, Платон е най-малкият от тримата братя, но според техния съвременник Ксенофонт Главкон е по-малък от Платон.
Традиционно приеманата дата на раждане на Платон (428 или 427 година пр.н.е.) се основава на съмнителна интерпретация на Диоген Лаерций, който пише: „Когато [Сократ] си отишъл, [Платон] се присъединил към Кратил Хераклитеца и Хермоген, които философствали по начина на Парменид. След това, на двадесет и осем, казва Хермодор, [Платон] отишъл при Евклид в Мегара.“ От този текст не следва пряко, че Платон заминава за Мегара веднага след смъртта на Сократ, а по-скоро точно обратното. В своето „Седмо писмо“ самият Платон отбелязва, че достига пълнолетие по времето, когато Тридесетте идват на власт, и отбелязва: „Но младеж под двадесет години би станал за смях, ако се опита да излезе на политическата сцена.“ По тази причина някои автори отнасят раждането на Платон към 424 или 423 година пр.н.е.
Предмет на спорове е и самото име на Платон. Според Диоген Лаерций, рожденото име на философа е Аристокъл, както се казва и дядо му, но треньорът му по борба Аристон от Аргос му дава прозвището Платон („широк“), заради здравото му телосложение. В наши дни някои изследователи оспорват тази хипотеза, тъй като първите сведения за нея се появяват едва през епохата на Елинизма, а по времето на самия философ името Платон е често срещано в Атина.
Изглежда Аристон умира, докато Платон е още дете, макар че е трудно да се установи кога точно става това. Периктиона се жени повторно за своя вуйчо Пириламп, приятел и политически съмишленик на Перикъл и дългогодишен посланик в Персийската империя. Пириламп има син от предишен брак, Дем, който е известен с красотата си, а Периктиона му ражда още един син, Антифон.
За разлика от сдържаността си към самия себе си, Платон често включва изтъкнатите си родственици в своите диалози или споменава подробности за тях: на Хармид е наречен един от диалозите, Критий говори в диалозите „Хармид“ и „Протагор“, а Адимант и Главкон играят важна роля в „Държавата“. Тези и някои други споменавания говорят за значителната семейна гордост на Платон и помагат за възстановяването на неговото родословно дърво.

### Ранни години
Според Апулей Спевсип възхвалява ума и скромността на Платон като дете и „първите плодове на неговата младост, пропити с тежък труд и любов към учението“. Платон вероятно е обучаван по граматика, музика и гимнастика от най-изтъкнатите учители на своето време. Дикеарх дори твърди, че Платон е участвал в състезанията по борба на Истмийските игри. Още в ранна възраст Платон получава и обучение по философия, като първите му стъпки в тази област се осъществяват под влиянието на Кратил, известен философ и ученик на Хераклит, чрез когото се запознава с възгледа за постоянно изменящия се свят.
Решаващ фактор за формирането на Платон като философ става учението на Сократ. Около 407 година пр.н.е. той започва да участва в кръга около прочутия атински диалектик и остава негов слушател до самата му смърт през 399 година пр.н.е. Точният характер на отношенията между Платон и Сократ остава предмет на спорове. В „Апология на Сократ“ Платон се представя за ентусиазиран млад последовател на Сократ и един от неговите ученици, които предлагат да платят глоба в замяна на смъртното му наказание. Федон от едноименния диалог изброява посетителите на Сократ в затвора през неговия последен ден, отбелязвайки, че Платон отсъства, тъй като е болен.
В своите диалози Платон никога не говори от свое име и не е сигурно доколко образът на Сократ в тях отразява действителните възгледи на реалния Сократ. Неговите съвременници Ксенофонт и Аристофан представят Сократ по различен начин, а Аристотел говори за различия във възгледите за идеите на Платон и Сократ. Според някои изследователи Платоновият Сократ е просто говорител на автора.

### Пътешествия
През следващите години Платон изглежда пътува в Италия, Сицилия, Египет. Пребивава известно време в Мегара, където по това време преподава Евклид (също бивш ученик на Сократ, който не бива да се бърка с прочутия математик). Застоява се по-дълго време в Египет. Следва пътуване в Южна Италия, където се запознава с питагорейското учение.
За известно време Платон взема дейно участие в политическия живот в големия сицилиански град Сиракуза, където управлява тиранът Дионисий I Стари. От това време е и познанството му с Дион, тогава към двадесетгодишен, шурей на Дионисий, върху когото оказва силно и трайно влияние. Когато е на четиридесет години Платон е изгонен от Сиракуза и попада в робство, като според някои източници това става по заповед на Дионисий, а според други е заловен от пирати. Отведен в Кирена, която по това време е във война с Атина, той едва не загива, но е откупен от свой почитател и се връща в Атина.

### Основаване на Академията
Четиридесетгодишен, през 387 година пр.н.е. или малко по-късно, Платон купува парцел в местността Академова гора в северозападните покрайнини на Атина, където създава Платоновата академия, едно от първите известни организирани училища в европейската история. Вероятно идеята за това от Платон получава от общността на питагорейците в Италия. Академията представлява голямо оградено място, принадлежало в миналото на атинянин на име Академ или наречено на митичен герой с това име.
В академията Платон започва да дава философско-научни уроци и предразполага учениците си да се занимават с изследвания. Тя се конкурира с школата на Исократ, който малко преди това, през 390 година пр.н.е., основава училище по реторика.

### Последни години
След смъртта на Дионисий Стари през 367 година пр.н.е. Платон е поканен от Дион да се върне в Сиракуза като учител на новия тиран Дионисий Млади, когото трябва да наставлява, така че да стане владетел философ. Дионисий изглежда приема наставленията на Платон, но започва да подозира в нелоялност вуйчо си Дион. Накрая той прогонва Дион от града, а Платон задържа при себе си, въпреки нежеланието му да остане. В крайна сметка Платон се връща в Атина, а през 356 година пр.н.е. Дион завзема за кратко властта в Сиракуза, отстранен от Калип, който също е ученик на Платон.
Платон остава до края на живота си в Атина, отдаден изцяло на работата на Академията.
Съществуват различни описания на смъртта на Платон. Според един от вариантите, основаващ се на силно повреден ръкопис, Платон умира в леглото си, докато младо тракийско момиче му свири на флейта. Според друга версия, базирана на Диоген Лаерций, който от своя страна се позовава на изгубен източник от 3 век, Платон умира по време на сватбено празненство. Според Тертулиан той просто умира в съня си.
Платон умира около 347 година пр.н.е. в Атина. Той е погребан на парцела на Академията или наблизо.

## Философия

### Метафизика
В диалозите на Платон, Сократ и неговата група от спорещи имат подробно какво да кажат по много теми, включително няколко аспекта на метафизиката. Те включват религията и науката, човешката природа, любовта и сексуалността. Повече от един диалог противопоставя възприятието и реалността, природата и обичая, тялото и душата. Франсис Корнфорд се позовава на „двойните стълбове на платонизма“ като теория за формите, от една страна, и от друга страна, доктрината за безсмъртието на душата.

### Форми
Платонизмът и неговата теория за формите (или теорията на идеите) отрича реалността на материалния свят, смятайки го само за образ или копие на реалния свят. Теорията на формите е въведена за първи път в диалога Федон (известен още като За душата), където Сократ опровергава плурализма на хомеомерите на Анаксагор, дотогава най-популярният отговор на идеите на Хераклит и Парменид, като същевременно дава „противоположния аргумент“ в подкрепа на формите.
Според тази теория за формите има поне два свята: привидния свят на конкретните обекти, схванати от сетивата, който непрекъснато се променя, и един непроменяем и невидим свят на формите или абстрактните обекти, схванати от чистия разум (λογική), който основава това, което е очевидно.
Може също да се каже, че има три свята, като видимият свят се състои както от света на материалните обекти, така и от менталните образи, а „третото царство“ се състои от формите. Така, въпреки че съществува терминът „платонов идеализъм“, това се отнася до платоновите идеи или формите, а не до някакъв платонов вид идеализъм, възглед от 18-ти век, който разглежда материята като нереална в полза на ума. За Платон, макар и схванати от ума, само формите са наистина реални.
По този начин формите на Платон представляват типове неща, както и свойства, модели и отношения, към които се отнасяме като към обекти. Точно както отделните маси, столове и коли се отнасят към предмети в този свят, така идеите за маси, столове и коли, както и например справедливостта, истината и красотата, се отнасят до обекти в един друг свят. Един от най-цитираните примери на Платон за формите са истините на геометрията, такива като Питагоровата теорема.
С други думи, формите са универсалии, дадени като решение на проблема за универсалиите, или проблема за „Едното и Многото“, например как един предикат „червено“ може да се приложи към много червени обекти. За Платон това е така, защото има един абстрактен обект, или форма на червеното, червенината сама по себе си, в който тези няколко червени неща „взимат участие“. Тъй като разрешението на този въпрос от Платон е, че универсалиите са форми и че формите са истински, ако нещо е истинско, философията на Платон недвусмислено се нарича платонов реализъм. Според Аристотел най-известният аргумент на Платон в подкрепа на формите е аргументът „един над многото“.
Освен че са неизменни, вечни, неизменни и едно над много, Формите също така предоставят дефиниции и стандарта, спрямо който се измерват всички случаи. В диалозите Сократ редовно пита за значението – в смисъла на интенсионални дефиниции – на общ термин (например справедливост, истина, красота) и критикува онези, които вместо това му дават конкретни, екстензивни примери, а не качеството, споделяно от всички примери. Следователно съществува свят от съвършени, вечни и неизменни значения на предикатите, Формите, съществуващи в сферата на Битието извън пространството и времето; и несъвършеният сетивен свят на ставането, субекти някак си в състояние между битието и нищото, което участва в качествата на Формите и е негова инстанция.

### Душата
Вижте също: Платоновата теория за душата
За Платон, както е характерно за древногръцката философия, душата е тази, която дава живот. Вижте този кратък обмен от Федон: „Какво е това, което, когато присъства в едно тяло, го прави живо? – Душа.“
Платон застъпва вярата в безсмъртието на душата и няколко диалога завършват с дълги речи представяйки си задгробния живот. В „Тимей“ Сократ локализира частите на душата в човешкото тяло: Разумът е разположен в главата, духът в горната трета на торса, а апетитът в средната трета на торса, надолу до пъпа.

### Епистемология
Платон също така обсъжда няколко аспекта на епистемологията. Повече от един диалог противопоставя знанието (епистема) и мнението (doxa). Епистемологията на Платон включва Сократ (и други герои, като Тимей), които твърдят, че знанието не е емпирично и че идва от божественото прозрение. Формите също са отговорни както за знанието, така и за сигурността и се схващат от чистия разум. В няколко диалога Сократ обръща интуицията на обикновения човек за това, което е познато и какво е реално. Реалността е недостъпна за онези, които използват сетивата си. Сократ казва, че онзи, който вижда с очите си, е сляп. Докато повечето хора приемат обектите на сетивата си за реални, ако има нещо друго, Сократ презира хората, които смятат, че нещо трябва да се хване в ръцете, за да бъде реално. В Теетет той казва, че такива хора са eu amousoi (εὖ ἄμουσοι), израз, който означава буквално „щастливо без музите“. С други думи, такива хора са доброволно невежи, живеят без божествено вдъхновение. рацион и достъп до по-високи прозрения за реалността.
В диалозите на Платон Сократ винаги настоява за своето невежество и смирение, че не знае нищо, така наречената „сократова ирония“. Няколко диалога опровергават поредица от гледни точки, но не предлагат положителна позиция, което води до в апория.

### Припомняне
В няколко от диалозите на Платон Сократ прокламира идеята, че знанието е въпрос на припомняне на състоянието преди раждането, а не на наблюдение или изучаване.
Придържайки се към темата за признаване на собственото си невежество, Сократ редовно се оплаква от своята забрава. В Менон Сократ използва геометричен пример, за да изложи възгледа на Платон, че знанието в този последен смисъл се придобива чрез припомняне. Сократ извлича факт относно геометрична конструкция от момче роб, което не би могло по друг начин да знае факта (поради липсата на образование на момчето роб). Знанието трябва да присъства, заключава Сократ, във вечна, неопитна форма. В други диалози, Софист, Държавник, Република и Парменид, самият Платон свързва знанието с разбирането на неизменните Форми и техните взаимоотношения помежду си (които той нарича „експертиза“ в Диалектиката), включително чрез процесите на събиране и разделяне По-изрично, самият Платон твърди в Тимей, че знанието винаги е пропорционално на сферата, от която е придобито. С други думи, ако човек извлече своя разказ за нещо чрез опит, тъй като сетивният свят е в движение, възгледите, постигнати в него, ще бъдат просто мнения. А мненията се характеризират с липса на необходимост и стабилност. От друга страна, ако човек извлича своя разказ за нещо чрез не-сетивните форми, тъй като тези форми са неизменни, така и отчетът се извлича от тях. Това разбиране на формите е необходимо за познанието, може да се приеме за съгласуване с теорията на Платон в Теаатет и Менон. Всъщност Разбирането може да бъде в основата на „сметката“, необходима за оправдание, тъй като предлага фундаментално знание, което само по себе си не се нуждае от сметка, като по този начин се избягва безкрайна регресия.

### Класическата теория на познанието
Мнозина тълкуват Платон като заявявайки – дори и първият, написал – че знанието е оправдано истинско вярване, влиятелен възглед, който информира бъдещите развития в епистемологията.
Това тълкуване отчасти се основава на прочит на Теетет, където Платон твърди, че знанието се различава от обикновената истинска вяра по това, че знаещият има „сметка“ за обекта на истинската си вяра. И тази теория може отново да се види в Менон, където се предполага, че истинската вяра може да бъде издигната до нивото на знанието, ако е обвързана с разказ относно въпроса „защо“ обектът на истинската вяра е такъв. Много години по-късно Едмънд Гетиер демонстрира прочуто проблемите на оправданата истинска вяра за знанието. Че съвременната теория за обоснованото истинско вярване като знание, към която се обръща Гетие е еквивалентна на тази на Платон, се приема от някои учени, но се отхвърля от други
Самият Платон също идентифицира проблеми с дефиницията на обоснованото истинско вярване в Теетет, като заключи, че оправданието ще изисква познаване на разликата, което означава, че определението на знанието е кръгово.

### Етика
Няколко диалога обсъждат етиката, включително добродетелта и порока, удоволствието и болката, престъплението и наказанието, справедливостта и медицината. Платон разглежда „Доброто“ като висша Форма, по някакъв начин съществуваща дори „отвъд битието“. Сократ предлага морален интелектуализъм, който твърди, че никой не прави лошо нарочно и да се знае какво е добро води до правенето на добро; че знанието е добродетел. В диалога на Протагор се твърди, че добродетелта е вродена и не може да се научи. Сократ представя известната дилема на Евтифрон в едноименния диалог: „Благочестивият (τὸ ὅσιον) обичан ли е от боговете, защото е набожен, или е благочестив, защото е обичан от боговете?“ (10а)

### Справедливост
Както по-горе, в Републиката Платон задава въпроса „Какво е справедливост?“ С помощта на гръцкия термин dikaiosune – термин за „справедливост“, който улавя както индивидуалната справедливост, така и справедливостта, която информира обществата, Платон е в състояние не само да информира метафизиката, но и етиката и политиката с въпроса: „Каква е основата на морално и социално задължение?" Добре познатият отговор на Платон се основава на основната отговорност да се търси мъдрост, мъдрост, която води до разбиране на Формата на доброто. Платон по-нататък твърди, че подобно разбиране на Формите произвежда и гарантира добрия общ живот, когато е идеално структуриран под царя-философ в общество с три класи (крале-философи, пазители и работници), които точно отразяват неговия триаден възглед за индивидуалната душа (разум, дух и апетит). По този начин справедливостта се постига, когато знанията за това как човек да изпълнява своята морална и политическа функция в обществото се прилага на практика.

### Политика
Диалозите също така обсъждат политиката. Някои от най-известните доктрини на Платон се съдържат в Републиката, както и в Законите и Държавника. Тъй като тези мнения не се изказват директно от Платон и варират между диалозите, те не могат да се приемат като представляващи собствените на Платон възгледи. Сократ твърди, че обществата имат тристранна класова структура, съответстваща на структурата на апетит/дух/разум на индивидуалната душа. Апетитът/духът/разумът са аналогични на кастите на обществото:
- Производствени (работници) – работниците, работниците, дърводелци, водопроводчици, зидари, търговци, фермери, фермери и др. Те отговарят на „апетитната“ част на душата.
- Защитници (Воини или Пазители) – тези, които са приключенски настроени, силни и смели; във въоръжените сили. Те съответстват на „духовната“ част на душата.
- Управляващи (управители или царе-философи) – тези, които са интелигентни, рационални, самоконтролирани, влюбени в мъдростта, подходящи за вземане на решения за общността. езерце до „разумната“ част на душата и са много малко.

Според този модел принципите на атинската демокрация (каквато е съществувала по негово време) са отхвърлени, тъй като само малцина са годни да управляват. Вместо реторика и убеждаване, Сократ казва, че разумът и мъдростта трябва да управляват. Както казва Сократ:
„Докато философите управляват като крале или тези, които сега се наричат царе и водещи хора, действително и адекватно философстват, тоест докато политическата власт и философията не съвпаднат напълно, докато многото натури, които понастоящем преследват всеки един от тях, са насилствено възпрепятствани да правят това, градовете няма да имат покой от злините,... нито, мисля, че човешкият род ще бъде“.
Сократ описва тези „царе-философи“ като „тези, които обичат злините“. поглед към истината“и подкрепя идеята с аналогията на капитана и неговия кораб или лекар и неговото лекарство. Според него плаването и здравето не са неща, които всеки е квалифициран да практикува по природа. Голяма част от републиката се обръща след това как изд Учебната система трябва да бъде създадена, за да произведе тези царе-философи. Освен това идеалният град се използва като образ за осветяване на състоянието на нечия душа или волята, разума и желанията, комбинирани в човешкото тяло. Сократ се опитва да направи образ на правилно подреден човек, а след това по-късно продължава да описва различните видове хора, които могат да се наблюдават, от тирани до любители на парите в различни видове градове. Идеалният град не се популяризира, а се използва само за увеличаване на различни видове отделни хора и състоянието на тяхната душа. Образът на царя-философ е бил използван от мнозина след Платон, за да оправдаят личните си политически убеждения. Философската душа според Сократ има разум, воля и желания, обединени в добродетелна хармония. Философът има умерената любов към мъдростта и смелостта да действа според мъдростта. Мъдростта е знание за доброто или правилните отношения между всичко съществуващо.
Аристокрацията в смисъл на управление (politeia) се застъпва в Платоновата република. Този режим се управлява от философ-цар и по този начин се основава на мъдрост и разум. Аристократичната държава и човекът, чиято природа съответства на нея, са обект на анализите на Платон в голяма част от Републиката, за разлика от другите четири типа държави/мъже, които се обсъждат по-късно в неговата работа. В VIII книга Сократ изброява останалите четири несъвършени общества с описание на структурата и индивидуалния характер на държавата. При тимокрацията управляващата класа се състои предимно от хора с воински характерОлигархията се състои от общество, в което богатството е критерий за заслуги, а богатите го контролират. В демокрацията държавата прилича на древна Атина с черти като равенство на политическите възможности и свобода на индивида да прави каквото си иска.

### Реторика
Учените по реторика често разглеждат философията на Платон като противоречива с реториката поради критиките му към реториката в Горгии и амбивалентността му към реториката, изразена във Федър. Но други съвременни изследователи оспорват идеята, че Платон е презирал реториката и вместо това разглеждат диалозите му като драматизация на сложни реторически принципи

## История на Платоновите диалози
На Платон се приписват традиционно тридесет и пет диалога и тринадесет писма-послания. Писанията на Платон са публикувани по няколко начина; това е довело до няколко конвенции относно наименуването и препратките от текстовете на Платон. Обичайната система за правене на уникални препратки към части от текста на Платон произлиза от издание от 16-ти век на произведенията на Платон от Хенрикус Стефан, известно като пагинация на Стефан. Една традиция относно подреждането на текстовете на Платон е според тетралогиите. Това схемата е приписана от Диоген Лаерций на древен учен и придворен астролог на Тиберий на име Трасил. Списъкът включва произведения със съмнителна автентичност (написани в курсив) и включва Писмата.
- 1-ва тетралогия Евтифрон, Апология, Критон, Федон
- 2-ра тетралогия Кратил, Театет, софист, държавник
- 3-та тетралогия Парменид, Филеб, симпозиум, Федър
- 4-та тетралогия Алкивиад, Алкивиад II, Хипарх, Влюбени
- 5-та тетралогия Теаги, Хармиди, Лахес, Лизис
- 6-та тетралогия Евтидем, Протагор, Горгий, Менон
- 7-ма тетралогия Голям Хипий, Малък Хипий, Йон, Менексенус
- 8-ма тетралогия Клитофон, Република, Тимей, Критий
- 9-та тетралогия Минос, Закони, Епиномис, Писма

### Хронология
Никой не знае точния ред, в който са написани диалозите на Платон, нито степента, до която някои може да са били по-късно преработени и пренаписани. Произведенията обикновено се групират в ранен (понякога от някои в преходен), среден и късен периодТози избор за групиране хронологично се смята за достоен за критика от някои (Cooper et al),  като се има предвид, че се признава, че няма абсолютно съгласие по отношение на истинската хронология, тъй като фактите за времевия ред на писане не са уверено установени. Хронологията не е била съображение в древни времена, тъй като групи от това естество на практика отсъстват (Тарант) в съществуващите писания на древните платоници.
Докато тези класификации като „ранни диалози“ често завършват в апории, така наречените „средни диалози“ предоставят по-ясно изразени положителни учения, които често се приписват на Платон, като например теорията за формите. Останалите диалози са класифицирани като „късни“ и като цяло са съгласни да бъдат трудни и предизвикателни части от философията. Това групиране е единственото, доказано чрез стилометричен анализ Сред тези, които класифицират диалозите по периоди на композиция, Сократ фигурира във всички „ранни диалози“ и те се считат за най-верните представяния на историческия Сократ.
Следното представлява едно относително често срещано разделениеТрябва обаче да се има предвид, че много от позициите в подредбата все още са силно оспорвани, а също и че самата идея, че диалозите на Платон може или трябва да бъде „подреден“ в никакъв случай не е всеобщо прието. Все по-често в най-новата наука за Платон писателите са скептични към идеята, че редът на писанията на Платон може да бъде установени с някаква прецизност, въпреки че произведенията на Платон все още често се характеризират като попадащи най-малко грубо в три групи
- Ранни: Апология, Хармид, Критон, Евтифрон, Горгий, Малък Хипий, Голям Хипий, Йон, Лахес, Лизис, Протагор.
- Средни: Кратил, Евтидем, Менон, Парменид, Федон, Федър, Република, Симпозиум, Театет
- Късни: Критий, Софист, Държавник, Тимей, Филеб, Закони[79]

Значително разграничение между ранния Платон и по-късния Платон е предложено от учени като Е. Р. Додс и е обобщено от Харолд Блум в книгата му, озаглавена „Агон“: „Е. Р. Додс е класическият учен, чиито писания най-силно осветляват гръцкия произход в гърците и ирационалното... В неговата глава за Платон и ирационалната душа ... Додс проследява духовната еволюция на Платон от чистия рационалист на протагора до на трансценденталния психолог, повлиян от питагорейците и орфиците, на по-късните произведения, кулминиращ в Законите. Луис Кембъл е първият, който използва изчерпателно стилометрията, за да докаже голямата вероятност, че Критий, Тимей, Законите, Филеб, Софистът и Държавник са групирани заедно като група, докато Парменид, Федър, Републиката и Теетет принадлежат към отделна група, която трябва да е по-ранна (като се има предвид изявлението на Аристотел в неговата Политика, че Законите са били написани след републиката; срв. Живота на Диоген Лаерций 3.37) Това, което е забележително в заключенията на Кембъл е, че въпреки всички стилометрични изследвания, които са били проведени от негово време насам, може би единственият хронологичен факт за произведенията на Платон, който сега може да се каже трябва да се докаже чрез стилометрията е фактът, че Критий, Тимей, Законите, Филеб, Софистът и Държавникът са най-новите диалози на Платон, а другите по-ранни.
Протагор често се смята за един от „ранните диалози“. Три диалога често се считат за „преходни“ или „предсредни“: Евтидем, Горгий и Менон. Привържениците на разделянето на диалозите на периоди често смятат, че Парменид и Теетет идват късно в средния период и са преходни към следващия, тъй като изглежда, че третират теорията за формите критично (Парменид) или само косвено (Теетет). Стилометричният анализ на Ритер поставя Федър вероятно след Теетет и Парменид, въпреки че не се отнася по същия начин към теорията на формите. Често се смята, че първата книга на Републиката е написана значително по-рано от останалата част от произведението, въпреки че е възможно да е претърпяла ревизии, когато по-късните книги са били приложени към нея.
Въпреки че се очакват „зрелите“ отговори на Платон на въпросите, поставени от по-ранните му произведения, тези отговори са трудни за разпознаване. Някои ученипосочват, че теорията за формите отсъства от късните диалози, тъй като тя е била опровергана в Парменид, но няма пълен консенсус, че Парменид действително опровергава теорията за формите. Писания със съмнителна автентичност Джоует споменава в своето Приложение към Менексен, че произведения, които носят характера на писател, са приписвани на този писател дори когато действителният автор е неизвестен
За по-долу: (*) ако няма консенсус сред учените относно това дали Платон е авторът и (‡) ако повечето учени са съгласни, че Платон не е авторът на произведението
- Алкивиад I (*), Алкивиад II (‡), Клитофон (*), Епиномис (‡), Писма (*), Хипарх (‡), Менексен (*), Минос (‡), Любовници (‡), Теаги (‡)

### Фалшиви писания
Следните творби са били предадени под името на Платон, като повечето от тях вече са били смятани за фалшиви в древността и така не са били включени от Трасил в неговата тетралогична подредба. Тези произведения са етикетирани като Notheuomenoi: („фалшиви“) или апокрифи. Аксиох, Дефиниции, Демодок, Епиграми, Ериксиас, Халкион, За справедливостта, За добродетелта, Сизиф.

### История и текстови извори
Около 250 известни ръкописа на Платон са оцелели. Текстовете на Платон, предадени до днес, очевидно представляват пълната писмена философска работа на Платон и като цяло са добри според стандартите на текстовата критика. Нито едно съвременно издание на Платон на оригиналния гръцки не представлява един източник, а по-скоро е реконструирано от множество източници, които се сравняват помежду си. Тези източници са средновековни ръкописи, написани на пергамент (основно от 9-ти до 13-ти век сл. н. е. Византия), папируси (главно от късната античност в Египет) и от независими свидетелства на други автори, които цитират различни сегменти от произведенията (които идват от различни от източници). Представеният текст обикновено не се различава много от това, което се появява във византийските ръкописи, а папирусите и свидетелствата просто потвърждават ръкописната традиция. В някои издания обаче четенията в папирусите или свидетелствата са предпочитани на някои места от критиката на редактирането на текста. Преглеждайки изданията на папируси за Републиката през 1987 г., Слингс предполага, че използването на папируси е затруднено поради някои лоши практики за редактиране.
През първи век от н. е. Трасил от Мендес е събрал и публикувал произведенията на Платон на оригиналния гръцки език, както истински, така и фалшиви. Въпреки че не е оцелял до наши дни, всички запазени средновековни гръцки ръкописи се основават на неговото издание. Най-старият оцелял пълен ръкопис за много от диалозите е Кларк Платон (Codex Oxoniensis Clarkianus 39 или Codex Boleianus MS E.D. Clarke 39), който е написан в Константинопол през 895 г. и придобит от Оксфордския университет през 1809 г.
В съвременните издания на Кларк е даден сиглум B. B съдържа първите шест тетралогии и се описва вътрешно като написана от „Йоан Калиграфа“ от името на Арета от Кесария. Изглежда, че е претърпял корекции от самия Арета
За последните две тетралогии и апокрифа, най-старият оцелял пълен ръкопис е Codex Parisinus graecus 1807, обозначен с „A“, който е написан почти едновременно с B, около 900 г.сл. Хр. А трябва да е копие на изданието, редактирано от патриарха Фотий, учител на Арета „А“ вероятно е имало първоначален том, съдържащ първите 7 тетралогии, който сега е изгубен, но от който е копие направени, Codex Venetus приложение. клас. 4, 1, който има сиглум T. Най-старият ръкопис за седмата тетралогия е Codex Vindobonensis 54. suppl. фил. Гр. 7, със сиглум W, с предполагаема дата през XII век. Известни са общо петдесет и един такива византийски ръкописа, докато други все още може да бъдат открити

## Теми в диалозите на Платон

### Съдебният процес срещу Сократ
Съдебният процес срещу Сократ и неговата смъртна присъда е централно, обединяващо събитие в Платоновите диалози, описано в Апология, Критон и Федон. Апологията е защитната реч на Сократ, а Критон и Федон се намират в затвора след присъдата. Апологията е сред най-често четените произведения на Платон. Тя е предадена в диалозите Апология, Критон и Федон. Апологията е защитната реч на Сократ, а Критон и Федон се намират в затвора след присъдата. Апологията е сред най-често четените произведения на Платон. В Апологията Сократ се опитва да отхвърли слуховете, че е софист и се защитава от обвинения в неверие в боговете и поквара на младите. Сократ настоява, че дългогодишната клевета ще бъде истинската причина за смъртта му, и казва, че правните обвинения са по същество неверни. Той казва, че стремежът му да разреши загадката на оракула го е поставил в противоречие с ближния му и че това е причината да бъде смятан за заплаха за града-държава Атина. В „Апология“ Сократ е представен като споменаващ Платон по име като един от онези младежи, достатъчно близки до него, за да бъдат покварени, ако той всъщност е виновен за покварата на младежите, и задаващ въпрос защо техните бащи и братя не са пристъпили напред, за да свидетелстват срещу него, ако той наистина е виновен за такова престъплениеПо-късно Платон се споменава заедно с Критон, Критобол и Аполодор като предлагащи да платят глоба от 30 минути от името на Сократ, вместо смъртното наказание, предложено от Мелет. Във „Федон“ главният герой изброява тези, които са били в затвора в последния ден на Сократ, обяснявайки отсъствието на Платон с думите: „Платон беше болен“.

#### Съдебният процес в другите диалози на Платон
Ако важните диалози на Платон не се отнасят изрично до екзекуцията на Сократ, то те загатват за нея или използват герои и теми, които играят роля в нея. Пет диалога предвещават процеса: В Теетет и Евтифрон Сократ казва на хората, че е на път да се изправи пред обвинения в корупция.
В Менон един от мъжете, които повдигат съдебни обвинения срещу Сократ, Анитус, го предупреждава за неприятностите, в които може да се навлече, ако не спре да критикува важни хора. В Горгий Сократ казва, че неговото изпитание ще бъде като лекар, преследван от готвач, който моли жури от деца да избират между горчивото лекарство на лекаря и вкусните лакомства на готвача.
В Републиката Сократ обяснява защо един просветен човек (предполага се самият той) ще се препъне в ситуация в съдебна зала. Подкрепата на Платон за аристокрацията и недоверието към демокрацията също се приемат като частично вкоренени в демокрацията, убила Сократ. В Протагор Сократ е гост в дома на Калиас, син на Хипоник, човек, когото Сократ пренебрегва в Апологията, че е прахосал голяма сума пари за хонорари на софисти.
Два други важни диалога, Симпозиумът и Федър са свързани с основната сюжетна линия чрез герои. В Апологията Сократ казва, че Аристофан го е наклеветил в комична пиеса и го обвинява, че е причинил лошата му репутация и в крайна сметка смъртта му,. В Симпозиума двамата пият заедно с други приятели. Героят Федър е свързан с основната сюжетна линия по характер (Федър също е участник в Симпозиума и Протагор) и по тема (философът като божествен пратеник и т.н.) Протагор също е силно свързан със Симпозиума чрез герои: всички официални говорители на симпозиума (с изключение на Аристофан) присъстват в дома на Калиас в този диалог. Хармид и неговият пазител Критий присъстват на дискусията в Протагора. Примери за преминаване на герои между диалози могат да бъдат допълнително умножени. Протагорът съдържа най-голямото събрание на Сократови сътрудници.
В диалозите Платон е най-хвален и възхитен, Сократ е загрижен за човешките и политически добродетели, има отличителна личност и приятели и врагове, които „пътуват“ с него от диалог на диалог. Това не означава, че Сократ е последователен: човек, който му е приятел в един диалог, може да бъде противник или обект на присмех в друг. Например, Сократ възхвалява много пъти мъдростта на Евтифрон в Кратил, но го прави да изглежда като глупак в Евтифрон. Той пренебрегва софистите като цяло и конкретно Продик в Апологията, когото също така лукаво удря в Кратил за това, че е начислил солидната такса от петдесет драхми за курс по език и граматика. Въпреки това Сократ казва на Теетет в неговия едноименен диалог, че се възхищава на Продик и е насочил много ученици към него. Идеите на Сократ също не са последователни във или между или между диалозите.

### Алегории
Mythos и logos са термини, които се развиват в класическата гръцка история. Във времената на Омир и Хезиод (т.е. 8 век пр. н. е.) те са били по същество синоними и са съдържали значението на „приказка“ или „история“. По-късно се появяват историци като Херодот и Тукидид, както и философи като Хераклит и Парменид и други пресократици, които въвеждат разграничение между двата термина; mythos става по-скоро непроверим факт, а logos – рационален доказателство. Може да изглежда, че Платон, бидейки ученик на Сократ и силен привърженик на философията, основана на логоса, е трябвало да избягва използването на разказване на митове. Вместо това той го използва изобилно. Този факт породи аналитична и интерпретативна работа, за да се изяснят причините и целите за тази употреба. Освен това самият Платон често се колебае между това да нарече едно и също нещо muthos и logos, разкривайки предпочитание към по-ранния възглед, че двата термина са синоними. Платон като цяло прави разлика между три вида митове: Първо, имало фалшиви митове, като тези, базирани на истории за богове, подвластни на страсти и страдания, защото разумът учи, че Бог е съвършен. След това идват митовете, основани на истински разсъждения и следователно също верни. И накрая, имало и такива, които не подлежат на проверка, тъй като са извън човешкия разум, но съдържат известна истина в тях. Що се отнася до темите на митовете на Платон, те са от два вида, тези, които се занимават с произхода на вселената, и тези за морала и произхода и съдбата на душата
Общоприето е, че основната цел на Платон при използването на митовете е била дидактическа. Той смята, че само няколко души са способни или заинтересовани да следват разумен философски дискурс, но хората като цяло са привлечени от истории и приказки. Следователно той използва мита, за да предаде заключенията на философските разсъждения. Някои от митовете на Платон се основават на традиционни митове, други са техни модификации и накрая той изобретява напълно нови митове. Забележителни примери включват историята за Атлантида, Митът за Ер и Алегорията на пещерата.

#### Пещерата
Теорията за формите е най-известно уловена в неговата Алегория за пещерата и по-ясно в неговата аналогия на слънцето и разделената линия. Алегорията на пещерата е парадоксална аналогия, в която Сократ твърди, че невидимият свят е най-разбираемият (noeton) и че видимият свят ((h)oraton) е най-малко познаваемият и най-неясен. Сократ казва в Републиката, че хората, които приемат осветения от слънцето свят на сетивата за добър и реален, живеят жалко в леговище на зло и невежество. Сократ признава, че малцина излизат от бърлогата или пещерата на невежеството, а тези, които го правят, не само имат ужасна борба за постигане на височините, но когато се върнат долу за посещение или за да помогнат на други хора да се качат, те откриват себе си обекти на презрение и подигравки. Според Сократ физическите обекти и физическите събития са „сенки“ на техните идеални или перфектни форми и съществуват само до степента, в която инстанцират перфектните версии на себе си. Точно както сенките са временни, несъществени епифеномени, произведени от физически обекти, самите физически обекти са мимолетни явления, причинени от по-съществени причини, чиито идеали те са просто примери. Например Сократ смята, че съвършената справедливост съществува (макар че не е ясно къде) и собственият му процес би бил нейно евтино копие. Алегорията на пещерата е тясно свързана с неговата политическа идеология, че само хора, които са излезли от пещерата и са хвърлили очи върху видението на доброто, са годни да управляват. Сократ твърди, че просветените мъже на обществото трябва да бъдат принудени да напуснат своето божествено съзерцание и да бъдат принудени да управляват града според своите възвишени прозрения. Така се ражда идеята за „философа цар“, мъдрият човек, който приема властта, която му е наложена от хората, които са достатъчно мъдри, за да изберат добър политик. Това е основната теза на Сократ в Републиката, че най-голямата мъдрост, която масите могат да съберат, е мъдрият избор на владетеля.

#### Пръстен на Гиг
Пръстен, който може да направи човек невидим, Пръстенът на Гиг е предложен в Републиката от героя на Главкон и се счита от останалите герои за неговите етични последици, независимо дали човек, който го притежава, би бил най-щастлив да се въздържи или извършване на несправедливост.

#### Колесница
Той също сравнява душата (психиката) с колесница. В тази алегория той въвежда тройна душа, съставена от колесничар и два коня. Колесничарят е символ на интелектуалната и логическата част на душата (logistikon), а двата коня представляват съответно моралните добродетели (thymoeides) и страстните инстинкти (epithymetikon), за да илюстрират конфликта между тях.

### Диалектика
Сократ използва диалектически метод, който се основава на разпитване. Ролята на диалектиката в мисълта на Платон се оспорва, но има две основни интерпретации: вид разсъждение и метод на интуицията. Саймън Блекбърн възприема първото, като казва, че диалектиката на Платон е „процесът на извличане на истината чрез въпроси, насочени към отваряне на това, което вече е имплицитно известно, или към излагане на противоречията и объркването на позицията на противника.“ Подобно тълкуване е представено от Луис Харц, който сравнява диалектиката на Платон с тази на Хегел.Според тази гледна точка противоположните аргументи се подобряват един друг и преобладаващото мнение се оформя от синтеза на много противоречиви идеи във времето. Всяка нова идея разкрива недостатък в приетия модел и епистемологичната същност на дебата непрекъснато се доближава до истината. Хартц е телеологична интерпретация в основата си, в която философите в крайна сметка ще изчерпят наличния обем от знания и по този начин ще достигнат до „края на историята“. Карл Попър, от друга страна, твърди, че диалектиката е изкуството на интуицията за „визуализиране на божествените оригинали, формите или идеите, за разкриване на Великата мистерия зад ежедневния свят на външния вид на обикновения човек.“

#### Семейството
Платон често обсъжда връзката баща-син и въпросът дали интересът на бащата към синовете му има много общо с това колко добри са синовете му. В древна Атина едно момче е било социално локализирано според семейната му идентичност и Платон често се позовава на своите герои по отношение на техните бащински и братски отношения. Сократ не е бил семеен човек и е виждал себе си като син на майка си, която очевидно е била акушерка. Божествен фаталист, Сократ се подиграва на мъже, които харчат прекомерни хонорари за учители и обучители на синовете си, и многократно се осмелява да смята, че добрият характер е дар от небесата. В Критон Платон припомня на Сократ, че сираците са оставени на произвола на случайността, но Сократ не му обръща внимание. Във „Федон“ учениците на Сократ, към които той проявява повече загриженост, отколкото към биологичните си синове, казват, че ще се почувстват „без баща“, когато го няма. Въпреки че Платон се съгласи с Аристотел, че жените са по-слаби от мъжете, в четвъртата книга на Републиката характерът на Сократ казва, че това е само поради nomos или обичай, а не поради природата, и следователно жените се нуждаят от paydia, израстване или образование, за да бъдат равни на мъжете. В „просто вероятната история“ на едноименния герой в Тимей, несправедливите мъже, които живеят покварен живот, ще бъдат превъплътени като жени или различни видове животни.

#### Разказ
Платон никога не се представя като участник в нито един от диалозите и с изключение на Апологията. Някои диалози нямат разказвач, но имат чиста „драматична“ форма (примери: Менон, Горгий, Федър, Критон, Евтифрон), някои диалози се разказват от Сократ, където той говори от първо лице (примери: Лизис, Хармид, Република). Диалога Протагор започва в драматична форма, но бързо преминава към разказа на Сократ за разговор, който е имал преди това със софиста, на когото е кръстен диалогът; този разказ продължава без прекъсване до края на диалога.
Два диалога Федон и Сиюпозиум започват в драматична форма, но след това преминават към почти непрекъснат разказ от последователи на Сократ. Федон, разказ за последния разговор на Сократ и пиенето на бучиниш, е разказан от Федон на Ехекрат в чужд град малко след извършването на екзекуцията Симпозиумът е разказан от Аполодор, Сократов ученик, очевидно на Главкон. Аполодор уверява своя слушател, че разказва историята, която се е случила, когато самият той е бил дете, не от собствената си памет, а както си спомня Аристодем, който му е разказал историята преди години. Теетет е особен случай: диалог в драматична форма, вграден в друг диалог в драматична форма. В началото на Теетет Евклид казва, че е съставил разговора от бележки, които е направил въз основа на това, което Сократ му е казал за разговора му с главния герой. Останалата част от Теетет е представена като „книга“, написана в драматична форма и прочетена от един от робите на Евклид. Някои учени приемат това като индикация, че Платон към тази дата се е изморил от разказаната форма. С изключение на Теетет, Платон не дава изрични указания за това как тези устно предавани разговори са били записани.

## Наследство
Понеже Платон не е женен и няма деца, неговото наследство се пада на неговия племенник, момчето Адимант, а за свой наследник като ръководител на Академията Платон определя своя племенник Спевсип.
Платоновата академия продължава да функционира и след смъртта на Платон до нейното закриване от римския военачалник Луций Корнелий Сула през 84 г. пр. Хр. В началото на IV век е възстановена от неоплатониците и е отново закрита от император Юстиниан I през 529 г. През тези години в нея се обучават много видни интелектуалци, сред които най-известен е училият при самия Платон Аристотел.
Името на философа носи кратерът Платон на Луната.

### В изкуството
Мозайката на Академията на Платон е създадена във вилата на Т. Симиний Стефан в Помпей, около 100 г. пр. н. е. до 100 г. сл. н. е. Стенописът на Атинската школа от Рафаел представя Платон също като централна фигура. Нюрнбергската хроника описва Платон и други като анахронични учени.

### Във философията
Мисълта на Платон често се сравнява с тази на неговия най-известен ученик, Аристотел, чиято репутация през Средновековието толкова напълно засенчва тази на Платон на Запад, така че че философите-схоластици наричат Аристотел „Философът“. Въпреки това, изучаването на Платон продължава във Византийската империя, халифатите по време на ислямския Златен век и Испания по време на Златния век на еврейската култура. Единственото произведение на Платон, известно на западната наука било Тимей, докато след падането на Константинопол (1453 г.) не били направени преводи и на останалите му творби , Георги Гемистос Плетон донася оригиналните писания на Платон от Константинопол през века на падането му.
Смята се, че Плетон е дал копие от Диалозите на Козимо Медичи, когато през 1438 г. Съборът във Ферара, призван да обедини гръцката и латинската църква е бил отложен във Флоренция, където тогава Плетон изнася лекция за връзката и различията между Платон и Аристотел и заразява Козимо със своя ентусиазъм
Козимо ще дари Марсилио Фичино с текста на Платон за превод на латински. По време на ислямския златен век персийски, арабски и еврейски учени превеждат голяма част от Платон на арабски и пишат коментари и тълкувания върху творбите на Платон, Аристотел и други платонични философи (виж Ал-Кинди, Ал-Фараби, Авицена, Авероес, Хунайн ибн Исхак). Платон се споменава и от еврейския философ и талмудист Маймонид в неговото Ръководство за обърканите. Много от тези коментари върху Платон са преведени от арабски на латински и като такива са повлияли на средновековните схоластични философи По време на Ренесанса, с общото възраждане на интереса към класическата цивилизация, познаването на философията на Платон отново ще стане широко разпространено на Запад. Много от най-големите ранни съвременни учени и художници, които скъсали със схоластиката и насърчават разцвета на Ренесанса, с подкрепата на вдъхновения от Платон Лоренцо (внук на Козимо), слагат философията на Платон като основа за прогреса в изкуствата и науките. По-проблематично е мнението на Платон за метемпсихозата, както и неговите етични възгледи (в частност относно полиаморията и евтаназията), които не съвпадат с тези на християнството. Това е становището на ученикът на Плетон, Висарион, който примири Платон с християнската теология, твърдейки, че възгледите на Платон са само идеали, непостижими поради грехопадението на човекаКеймбриджките платоници са влиятелна група, активна през 17-ти век.
До 19-ти век репутацията на Платон е възстановена и поне наравно с тази на Аристотел. Известни западни философи продължават да черпят от работата на Платон оттогава. Влиянието на Платон е особено силно в математиката и науките. Възраждането на Платон допълнително вдъхнови някои от най-големите постижения в логиката след Аристотел, главно чрез Готлоб Фреге и неговите последователи Курт Гьодел, Алонсо Чърч и Алфред Тарски. Алберт Айнщайн предполага, че ученият, който приема философията сериозно, ще трябва да избягва систематизирането и да поема много различни роли и евентуално да изглежда като платоник или питагореец, тъй като такъв ще има „гледната точка на логическата простота като незаменим и ефективен инструмент на своите изследвания." Вернер Хайзенберг заявява, че „Моят ум се формира чрез изучаване на философия, Платон и подобни неща“ и че „съвременната физика определено е решила в полза на Платон. Всъщност най-малките единици материя не са физически обекти в обикновения смисъл на думата; те са форми, идеи, които могат да бъдат изразени недвусмислено само на математически език“. Самюел Тейлър Колридж казва, че: Всеки се ражда или платоник, или аристотелец
Политическият философ и професор Лио Щраус е считан от някои за главния мислител, участвал във възстановяването на платоновата мисъл в нейната по-политическа и по-малко метафизична форма. Политическият подход на Щраус е отчасти вдъхновен от присвояването на Платон и Аристотел от средновековните еврейски и ислямски политически философи, особено Маймонид и Ал-Фараби, за разлика от християнската метафизична традиция, която се развива от неоплатонизма. Дълбоко повлиян от Ницше и Хайдегер, Щраус все пак отхвърля тяхното осъждане на Платон и търси в диалозите решение на това, което и тримата мислители от последните дни признават за „кризата на Запада“.
Уилард ван Орман Куайн нарича проблема с негативното екзистенциали „брадата на Платон“. Ноам Чомски нарича проблема на познанието проблем на Платон. Друг автор критикува дефинистичната заблуда като Сократовата заблуда.
В по-широк план платонизмът (понякога разграничен от конкретния възглед на Платон с малки букви) се отнася до възгледа, че има много абстрактни обекти. И до ден днешен платониците приемат числата и истините на математиката като най-добра подкрепа в полза на този възглед. Повечето математици смятат, подобно на платониците, че числата и истините на математиката се възприемат от разума, а не от сетивата, но въпреки това съществуват независимо от умовете и хората, тоест те са по-скоро открити, отколкото изобретени.
Съвременният платонизъм също е по-отворен към идеята, че има безкрайно много абстрактни обекти, тъй като числата или предложенията могат да се квалифицират като абстрактни обекти, докато древният платонизъм изглежда се съпротивлява на този възглед, вероятно поради необходимостта да се преодолее проблемът за „Едното и многото“. Така д. ж. в диалога на Парменид Платон отрича съществуването на форми за по-обикновени неща като коса и кал. Въпреки това, той многократно подкрепя идеята, че има форми на артефакти, напр. ж. формата на леглото. Съвременният платонизъм също е склонен да разглежда абстрактните обекти като неспособни да причинят нищо, но не е ясно дали древните платонисти са се чувствали по този начин.

### От Платон
- Платон: Апология, Критон, Евтифрон, Малкият Хипий, Ион, Големият Хипий, Алкивиад, Хармид, Лахет, Лизис, Протагор – в „Диалози“, т. 1, С, 1979
- Платон: Менон, Горгий, Кратил, Пирът, Федон, Федър – в „Диалози“, т. 2, С, 1982
- Платон: Държавата – в „Диалози“, т. 3, С, 1988
- Платон: Парменид, Софистът, Теетет, Държавникът, Филеб, Тимей, Критий в „Диалози“, т. 4, С., 1990
- Платон: Закони, С., ИК СОНМ, 2006
- Платон: Пир, С., ИК Изток-Запад, 2015
- Plato: The Complete Works (31 Books)

### За Платон
- Г. В. Фр. Хегел, „История на философията“, т. 2, София 1982, стр. 155-27Х
- Ц. Бояджиев, „Неписаното учение“ на Платон, С, 1984.
- Лосев, А. Ф.: Бытие, имя, космос, Очерки античного символизма и мифологии, М, 1993
- Лосев, А. Ф.: „История античной эстетики. СофистЫ. Сократ. Платон“, том II М.: „Искусство“, 1969
- Лури, Г. „Въведение в речника на Платон“, С. ИК на НБУ, 2012